# Браунинг, У.
У. Браунинг (фр. W. Browning; 1 июня 1874, Лондон — 23 апреля 1911, Париж) — французский крикетист, серебряный призёр летних Олимпийских игр 1900 года. На Играх участвовал в единственном крикетном матче Франции против Великобритании, который его команда проиграла, причём за игру он не получил ни одного очка.